# 장안사 (예천군)
장안사(長安寺)는 대한민국 경상북도 예천군 용궁면 향석리 산에 있는 절이다.

## 개요
예천군 용궁면 향석리 산에 있는 절이며 직지사의 말사(末寺)이다. 예천 비룡산 아래에 있는 절로 의상 대사의 제자인 운명 대사가 설립했다는 설과 예천군지에서는 고려왕조 때 창건한 것으로 기록되었으나 정확한 기록이 불명이지만 조선왕조 중기에 세워졌다는 설이 유력하다.
1627년에 덕잠이 중창하고 1709년 청민이 범종각을 중수하고 1755년 법림과 지묵 대사 등이 중수하였다. 1867년에 향로전이 중수되었으며 1872년 설곡이 법당 및 요사채를 중수하였다.
현재 대웅전, 범종각, 삼성각이 있으며 그 옆으로 회룡대가 있다.

## 교통
- 경북선 용궁역에서 하차하여 예천군 농어촌버스를 이용하고 향석리 정류장에서 하차.
- 용궁버스정류소나 예천읍 예천터미널에서 예천군 농어촌버스를 이용하고 향석리 정류장에서 하차.

## 같이 보기
- 회룡포